# Stagonospora gigaspora
Stagonospora gigaspora är en svampart som först beskrevs av Niessl, och fick sitt nu gällande namn av Pier Andrea Saccardo 1884. Stagonospora gigaspora ingår i släktet Stagonospora och familjen Phaeosphaeriaceae.   Inga underarter finns listade i Catalogue of Life.